# Villa Arrigona

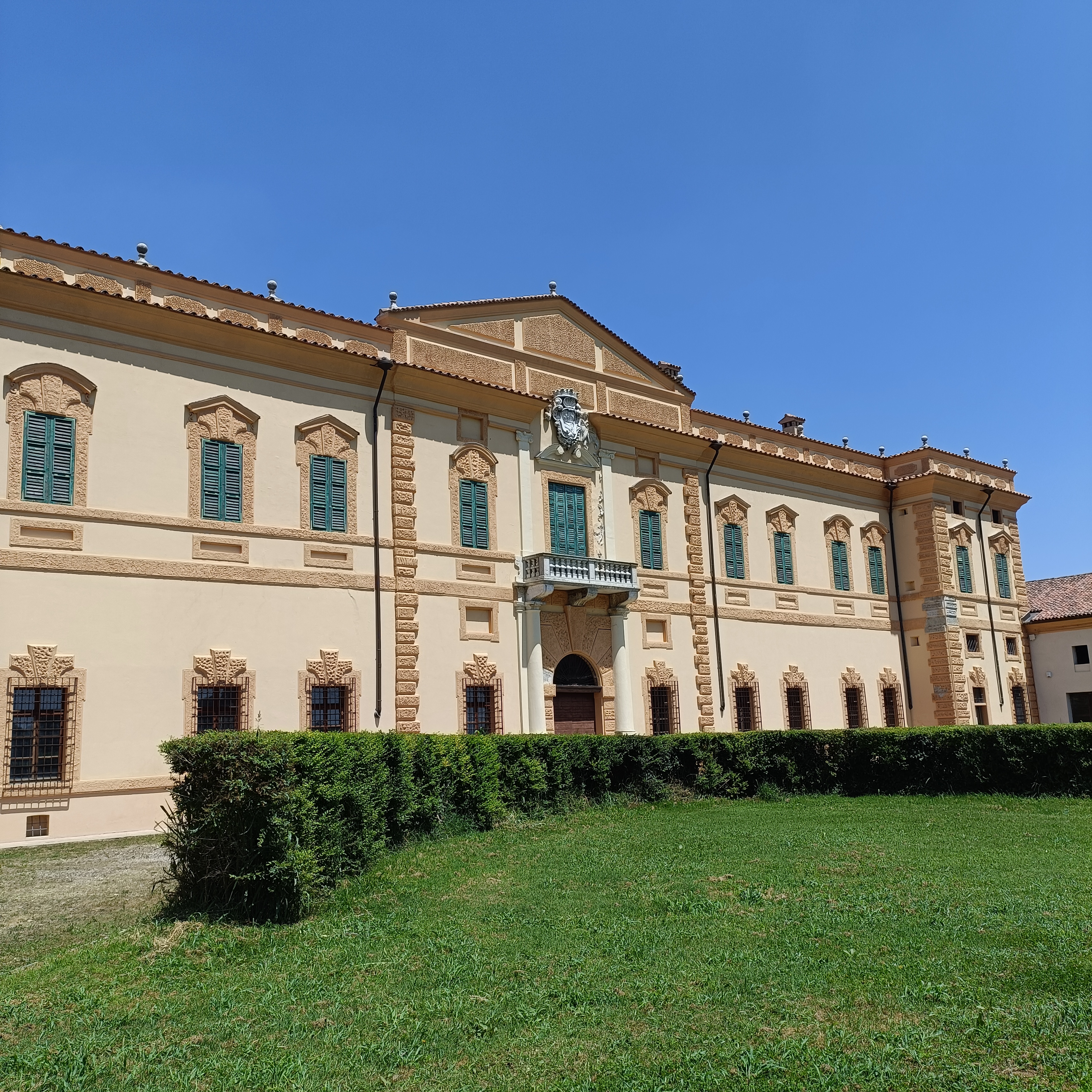
Villa Arrigona

De Villa Arrigona in San Giacomo delle Segnate wordt beschouwd als een van de belangrijkste villa's in de Italiaanse provincie Mantua. De villa werd tussen 1619 en 1622 gebouwd in opdracht van graaf Pompeio Arrigoni van de adellijke familie Arrigoni door de architect Antonio Maria Viani, die in dienst was van de Gonzaga van Mantua.
De villa werd grotendeels seizoensgebonden bewoond. Het gebouw bestaat uit twee verdiepingen met aangrenzend een laatbarok oratorium, park en cultureel gebied. De gevel wordt gekenmerkt door een timpaan die doet denken aan het Palazzo del Te, hierin valt het grote stenen familiewapen op. 
Tijdens de aardbeving van mei 2012 werd het gebouw zwaar beschadigd, echter de fresco's op de begane grond bleven onbeschadigd. De daaropvolgende uitgebreide renovaties werden in 2019 voltooid.
Het park van de villa heeft een oppervlakte van 100.000 m².

## Weblinks
- Villa Arrigona sito ufficiale
- Villa Arrigona | I Luoghi del Cuore - FAI
- Aufrisse und Querschnitte Sodano Architetti
- Daniela Marchi: Villa Arrigona a San Giacomo delle Segnate è rinata: finalmente potrà riaprire Gazzetta di Mantova, 2. Mai 2019